# Zahra Nabizadeh
Zahra Nabizadeh (persisch زهرا نبی‌زاده; * 25. Dezember 1983) ist eine ehemalige iranische Leichtathletin, die sich auf den Siebenkampf und den Hochsprung spezialisiert hat. 2010 wurde sie Hallenasienmeisterin im Fünfkampf.

## Sportliche Laufbahn
Erste internationale Erfahrungen sammelte Zahra Nabizadeh vermutlich im Jahr 2004, als sie bei den erstmals ausgetragenen Hallenasienmeisterschaften in Teheran mit übersprungenen 1,65 m den vierten Platz im Hochsprung belegte. Im Jahr darauf siegte sie bei den Westasienspielen in Doha mit 1,70 m im Hochsprung sowie in 50,97 s mit der iranischen 4-mal-100-Meter-Staffel. 2007 belegte sie bei den Asienmeisterschaften in Amman mit 1,75 m den siebten Platz im Hochsprung und anschließend gelangte sie bei den Hallenasienspielen in Macau mit 1,80 m auf Rang fünf und belegte dort mit der 4-mal-400-Meter-Staffel in 3:58,11 min den fünften Platz. 2010 siegte sie bei den Hallenasienmeisterschaften in Teheran mit 2691 Punkten im Fünfkampf und wurde im Hochsprung mit 1,65 m Siebte. 2013 bestritt sie ihren letzten offiziellen Wettkampf und beendete daraufhin ihre aktive sportliche Karriere im Alter von 29 Jahren.

## Persönliche Bestleistungen
- Hochsprung: 1,75 m, 10. Juni 2007 in Almaty
  - Hochsprung (Halle): 1,80 m, 31. Oktober 2007 in Macau
  - Fünfkampf (Halle): 2691 Punkte, 26. Februar 2010 in Teheran